# Maria Callasová
Maria Callasová, nepřechýleně Maria Callas, rodným jménem Kalojeropulu, (2. prosince 1923 New York – 16. září 1977 Paříž) byla řecká sopranistka. Narodila se jako občanka Spojených států amerických, v roce 1966 se však amerického občanství vzdala a přijala občanství Řecka, země původu svých rodičů. Byla jednou z nejznámějších a nejobdivovanějších operních pěvkyň 20. století. Příjmení Callas je pseudonym.

## Původ a jméno
Narodila se v nemocnici Flower Hospital na Fifth Avenue v New Yorku do rodiny řeckých přistěhovalců. Její otec se jmenoval George Kalojeropulos (cca 1881-1972) a matka Elmina Evangelia rozená Demes, původně Dimitriadu (cca 1894–1982). Do rodného listu pozdější pěvkyně bylo zaneseno jméno Sophie Cecilia Kalos. Pokřtěna byla následně jako Maria Anna Sofia Cecilia Kalojeropulu (řecky: Μαρία Άννα Σοφία Καικιλία Καλογεροπούλου). Toto řecké příjmení však zkrátil její otec zprvu na Kalos a posléze na Callas, aby byla jeho výslovnost v americkém prostředí snazší.

## Mládí
Jakmile její matka zjistila, že si dcera Maria při poslechu rádia a gramofonu ráda nahlas zpívá, rozhodla se, že z ní učiní hvězdu. Následovaly nekonečné hodiny klavíru a zpěvu. Učila se zpívat ve 164. veřejné škole na Manhattanu. Ve čtrnácti letech vystoupila ve dvou školních operních představeních.
Rodině se přitom finančně příliš nedařilo, jejich malý obchod zkrachoval a rozpory rodičů skončily rozvodem. V roce 1937 se s Marií a její sestrou matka vrátila do Řecka.
Stipendium získala na Národní konzervatoři v Athénách a v dubnu 1938 absolvovala své první veřejné vystoupení. Přestoupila na prestižní Athénskou konzervatoř, kde studovala pod vedením slavné sopranistky Elvíry de Hidalgo. Pod jejím vedením se zdokonalila v technice belcanta, které spojila s dramatickým pojetím zpěvu. V dubnu 1939 debutovala na scéně řecké Královské opery jako Santuzza v Mascagniho opeře Sedlák kavalír (Cavalleria rusticana). Během válečných let v Athénách vystoupila v celkem 56 představeních v sedmi operních inscenacích a na dvaceti recitálech. Velký úspěch sklidila zejména za titulní role v operách Tosca, Sedlák kavalír a Fidelio.
Mladá sopranistka však v Řecku spokojená nebyla a navíc se komplikoval její vztah s ctižádostivou matkou. Toužila vrátit se k otci do rodného New Yorku a v roce 1945 skutečně Athény opustila. Amerika ovšem její očekávání nesplnila. Maria Callas odmítla nabídky operních rolí, které neodpovídaly jejímu charakteru a tehdejšímu fyzickému vzhledu.

## Pěvecká kariéra
Po dvou letech se vrátila do Evropy a přijala angažmá ve Veroně a o rok později v Benátkách, kde zpívala zejména v dramatickém oboru. Velký vliv na její kariéru měl operní dirigent Tullio Serafin, který ji v roce 1947 angažoval jako sólistku pro inscenaci opery Amilcara Ponchielliho La Gioconda ve veronské Aréně (Arena di Verona). Stal se jejím rádcem a přítelem a postupně rozvinul její talent. Nastudoval s ní několik dalších operních rolí.
Zlom v její kariéře nastal v roce 1949, kdy zpívala roli Brunnhildy ve Wagnerově opeře Valkýra. V té době ve stejném divadle zkoušeli operu Puritáni od Vincenza Belliniho s Margheritou Carosi v roli Elvíry pod taktovkou dirigenta Tullia Serafina. Jedné noci si sama pro sebe začala z listu zpívat Elvířin part. Uslyšela ji Serafinova žena a ihned zavolala manžela, aby si ji poslechl. Margherita Carosi totiž náhle onemocněla a divadlo shánělo náhradu. Roli získala, na nastudování partu měla však jen týden, přičemž během té doby ještě třikrát zpívala Brunnhildu ve Valkýře. Celou situaci jí navíc ztěžovala skutečnost, že ještě nemluvila dobře italsky. V té chvíli se projevila její proslulá tvrdohlavost a schopnost sebezapření. Roli Elvíry zvládla dokonale, všechna představení Puritánů měla velký úspěch a z dosud nepříliš známé pěvkyně se stala hvězda. Počátkem padesátých let nastudovala s dirigentem Serafinem řadu titulních rolí nejen v Benátkách, ale také v Turínu, Římě a Florencii.
V roce 1949 se provdala za podstatně staršího italského podnikatele Giovanni Battistu Meneghiniho, který se stal jejím impresáriem. Kvůli sňatku přijala italské státní občanství. Od sňatku až do pozdějšího rozvodu její plné jméno znělo Maria Meneghini Callas. Po svatbě odcestovali manželé do Jižní Ameriky, kde vystupovala s velkým úspěchem v Argentině (Teatro Colón v Buenos Aires) a v Mexiku.
V prosinci roku 1951 byla pozvána do operního domu Teatro alla Scala v Miláně, ale začátek nebyl snadný. Primadonou této scény byla tehdy italská sopranistka Renata Tebaldiová, podporovaná ředitelem divadla i dirigentem Arturem Toscaninim. Mezi oběma divami panovala velká rivalita, která se přenesla i mezi příznivce operního žánru. Callasová vynikala kromě velkého hlasového rozsahu i hereckým talentem a její charisma vyvolávalo u publika výrazný dojem. Prosadila se a během příštích let zpívala ve Scale třiadvacet rolí. Spolupracovala zde i s vynikajícími režiséry, jako byli Luchino Visconti a Franco Zeffirelli.

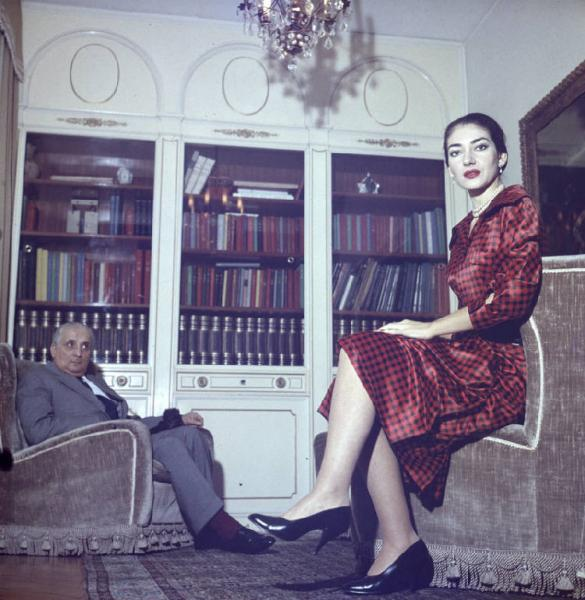
Maria Callasová s manželem Giovannim Battistou Meneghinim v jejich milánském bytě v roce 1957

Na začátku 50. let pochopila, že ke kariéře operní pěvkyně nestačí jen hlasový projev a že její vysoká, avšak korpulentní postava není pro jeviště zcela ideální. Podstoupila drastickou dietu a zhruba za rok zhubla o neuvěřitelných 30 kilogramů. Stala se elegantní ženou. Kromě znalosti angličtiny ovládala velmi dobře francouzštinu a řečtinu.
V roce 1952 podepsala exkluzivní smlouvu s gramofonovou společností EMI. Dne 17. listopadu 1955 vystoupila na scéně Lyric Opera v Chicagu jako Cio-Cio San v Pucciniho Madama Butterfly. Jen o rok později poprvé zpívala v Belliniho Normě v newyorské Metropolitní opeře a sklidila ovace. Právě Normu pokládají kritici za stěžejní postavu jejího repertoáru. Role trpící i šťastné, milující i kruté druidské kněžky poskytla Callasové příležitost předvést, v čem byla výjimečná: schopností identifikace s postavou a dramatickým projevem. Hlasový rozsah tří oktáv jí umožnil zpívat ve všech polohách od koloratury po soprán. Nevšední koloraturní role do té doby téměř zapomenutých italských operních mistrů (Bellini, Donizetti a Rossini) patřily k jejímu hlavnímu přínosu opeře 20. století.

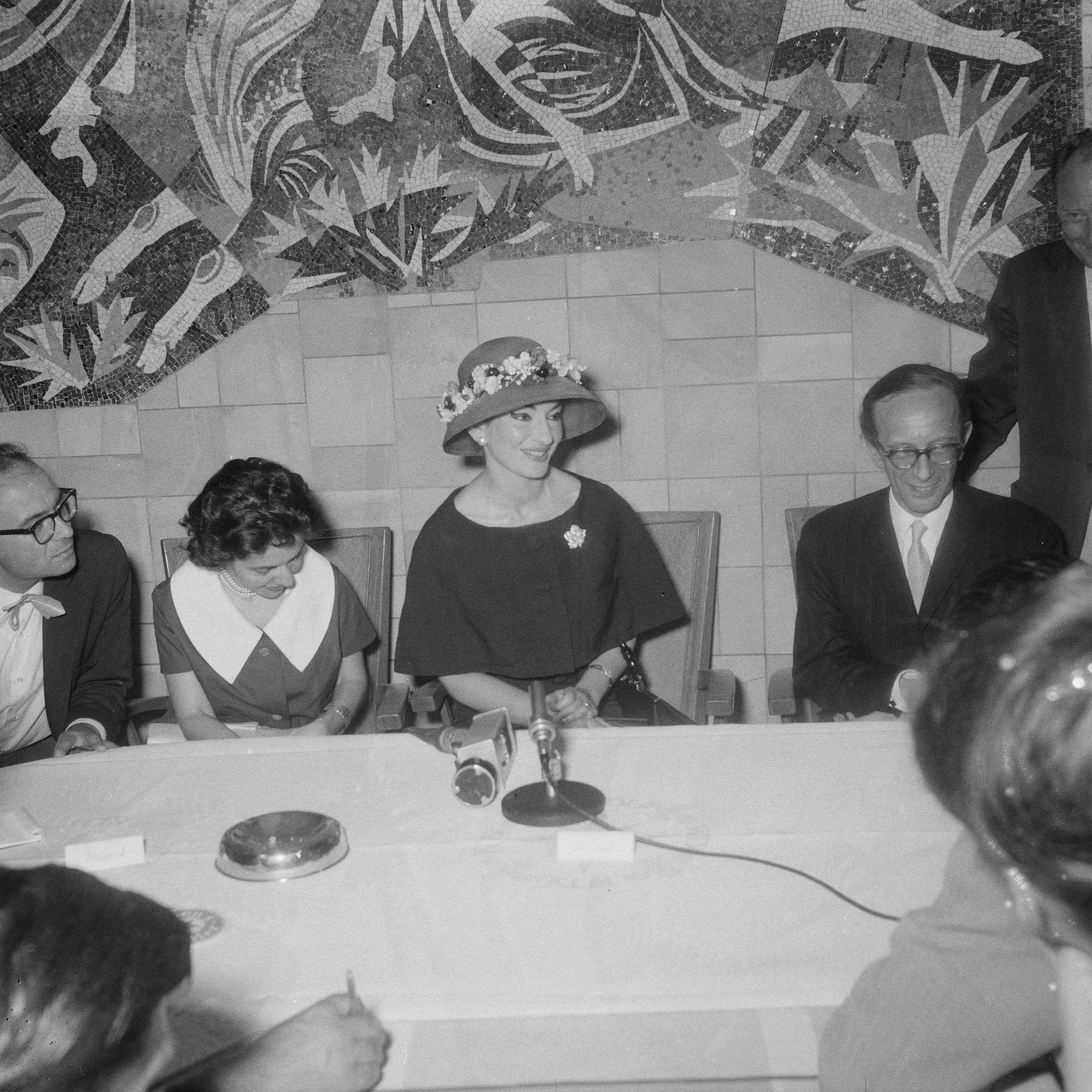
Tisková konference Marie Callasové na letišti Schiphol u Amsterdamu, 9. července 1959

Role Normy jí však přinesla i první neúspěch. Když se 1. ledna 1958 probudila po silvestrovské oslavě, zjistila, že ztratila hlas. Do představení Normy v římské Opeře, kterého se měl zúčastnit i prezident, zbývalo 36 hodin. Divadlo nesehnalo náhradu a Callasová se po lékařském ošetření nakonec rozhodla vystoupit. To se ukázalo jako chyba: na konci prvního jednání už nemohla zpívat a po přestávce se na scénu nevrátila. Obecenstvo jí to neodpustilo a Callasová byla zatažena do dlouholetého soudního sporu. V 60. letech bylo zřejmé, že je vyčerpaná, vystupovala méně a věnovala se hlavně nahrávání desek. Také její hlas se změnil. V odborných kruzích se často hovořilo jako o tzv. první a druhé Callasové. Kariéru ukončila v roce 1965 vystoupením v Londýně a New Yorku v roli Toscy.
Následovaly neúspěchy jako natáčení Pasoliniho filmu Medea z roku 1969, který diváci i kritici vesměs odsoudili. Také její pěvecký návrat na světovém koncertním turné s tenoristou Giuseppem Di Stefano v letech 1973-1974 nedopadl po umělecké stránce dobře vlivem zdravotních problémů Callasové, měl však velký úspěch u obecenstva. Naposledy zpívala na jevišti v japonském Sapporu 11. listopadu 1974. Věnovala se tehdy i pedagogické práci.
S řeckým rejdařem a miliardářem Aristotelem Onassisem udržovala milostný vztah, který v roce 1959 vedl k rozvodu s Giovannim Battistou Meneghinim. Pro Callasovou šlo o osudový vztah, kvůli kterému načas přerušila svou operní kariéru. Onassis však v roce 1968 uzavřel manželství s vdovou po americkém prezidentovi Johnu F. Kennedym, Jacquelinou Kennedyovou.
Poslední léta svého života strávila v Paříži, kde zemřela na infarkt myokardu 16. září 1977 ve věku 53 let. Jak si přála, byl její popel vhozen do moře u ostrova Skorpios. Pamětní deska je umístěna na pařížském hřbitově Père Lachaise.

## Přehled jevištních rolí
| Datum premiéry | Skladatel                 | Název opery                                                   | Role                 | Místo uvedení                             |
| 1936           | Arthur Sullivan           | Mikado - The Mikado                                           | neuvedeno            | New York P.S. 164 - školní představení    |
| 1937-01-28     | Arthur Sullivan           | H.M.S. Pinafore                                               | Ralph Rackstraw      | New York P.S. 164 - školní představení    |
| 1939-04-02     | Pietro Mascagni           | Sedlák kavalír - Cavalleria rusticana                         | Santuzza             | Divadlo Olympia, Athény                   |
| 1940-06-16     | Giacomo Puccini           | Sestra Angelica - Suor Angelica                               | sestra Angelica      | Athénská konzervatoř                      |
| 1941-02-15     | Franz von Suppé           | Boccaccio (v řečtině)                                         | Beatrice             | Divadlo Olympia, Athény                   |
| 1942-04-22     | Eugen d'Albert            | Nížina - Tiefland (v řečtině)                                 | Marta                | Divadlo Olympia, Athény                   |
| 1942-08-27     | Giacomo Puccini           | Tosca                                                         | Tosca                | Divadlo Olympia, Athény                   |
| 1943-02-19     | Manolis Kalomiris         | Stavitel – O Protomastoras                                    | pěvec v intermezzu   | Odeion Heroda Attika, Athény              |
| 1944-07-30     | Manolis Kalomiris         | Stavitel – O Protomastoras                                    | Smarágda             | Odeion Heroda Attika, Athény              |
| 1944-08-14     | Ludwig van Beethoven      | Fidelio (v řečtině)                                           | Leonore              | Odeion Heroda Attika, Athény              |
| 1945-09-05     | Carl Millöcker            | Žebravý student - Der Bettelstudent (v řečtině)               | Laura                | Divadlo v ulici Alexandras, Athény        |
| 1947-08-02     | Amilcare Ponchielli       | La Gioconda                                                   | La Gioconda          | Arena di Verona                           |
| 1947-12-30     | Richard Wagner            | Tristan a Isolda - Tristan und Isolde (v italštině)           | Isolde               | La Fenice, Benátky                        |
| 1948-01-29     | Giacomo Puccini           | Turandot                                                      | Turandot             | La Fenice, Benátky                        |
| 1948-04-17     | Giuseppe Verdi            | Síla osudu - La forza del destino                             | Leonora di Vargas    | Politeama Rossetti, Terst                 |
| 1948-09-18     | Giuseppe Verdi            | Aida                                                          | Aida                 | Teatro Regio Turín                        |
| 1948-11-30     | Vincenzo Bellini          | Norma                                                         | Norma                | Teatro Comunale, Florencie                |
| 1949-01-08     | Richard Wagner            | Valkýra - Die Walküre (v italštině)                           | Brünnhilde           | La Fenice, Benátky                        |
| 1949-01-19     | Vincenzo Bellini          | Puritáni - I puritani                                         | Elvira               | La Fenice, Benátky                        |
| 1949-02-26     | Richard Wagner            | Parsifal (v italštině)                                        | Kundry               | Teatro dell'Opera, Řím                    |
| 1949-12-20     | Giuseppe Verdi            | Nabucco                                                       | Abigaile             | Teatro San Carlo, Neapol                  |
| 1950-06-20     | Giuseppe Verdi            | Trubadúr - Il trovatore                                       | Leonora              | Palacio de Bellas Artes, Mexico City      |
| 1950-10-19     | Gioachino Rossini         | Turek v Itálii - Il turco in Italia                           | Donna Fiorilla       | Teatro Eliseo, Řím                        |
| 1951-01-14     | Giuseppe Verdi            | La traviata                                                   | Violetta Valéry      | Teatro Comunale, Florencie                |
| 1951-05-26     | Giuseppe Verdi            | Sicilské nešpory - I vespri siciliani                         | La duchessa Elena    | Teatro Comunale, Florencie                |
| 1951-06-09     | Joseph Haydn              | Orfeus a Euridika - Orfeo ed Euridice                         | Euridika             | Teatro della Pergola, Florencie           |
| 1952-04-02     | Wolfgang Amadeus Mozart   | Únos ze serailu - Die Entführung aus dem Serail (v italštině) | Konstanze            | Teatro alla Scala, Milán                  |
| 1952-04-26     | Gioachino Rossini         | Armida                                                        | Armida               | Teatro Comunale, Florencie                |
| 1952-06-10     | Gaetano Donizetti         | Lucia di Lammermoor                                           | Lucia di Lammermoor  | Palacio de Bellas Artes, Ciudad de México |
| 1952-06-17     | Giuseppe Verdi            | Rigoletto                                                     | Gilda                | Palacio de Bellas Artes, Ciudad de México |
| 1952-12-07     | Giuseppe Verdi            | Macbeth                                                       | Lady Macbeth         | Teatro alla Scala, Milán                  |
| 1953-05-07     | Luigi Cherubini           | Medea                                                         | Medea                | Teatro Comunale, Florencie                |
| 1954-04-12     | Giuseppe Verdi            | Don Carlos - Don Carlo                                        | Elisabetta di Valois | Teatro alla Scala, Milán                  |
| 1954-04-04     | Christoph Willibald Gluck | Alceste                                                       | Alceste              | Teatro alla Scala, Milán                  |
| 1954-06-12     | Ruggero Leoncavallo       | Komedianti - Pagliacci                                        | Nedda                | Teatro alla Scala, Milán                  |
| 1954-07-15     | Arrigo Boito              | Mefistofeles - Mefistofele                                    | Margherita           | Arena di Verona                           |
| 1954-12-07     | Gaspare Spontini          | Vestálka - La vestale                                         | Giulia               | Teatro alla Scala, Milán                  |
| 1955-01-08     | Umberto Giordano          | Andrea Chénier                                                | Maddalena di Coigny  | Teatro alla Scala, Milán                  |
| 1955-03-05     | Vincenzo Bellini          | Náměsíčná - La sonnambula                                     | Amina                | Teatro alla Scala, Milán                  |
| 1955-11-11     | Giacomo Puccini           | Madama Butterfly                                              | Cio-cio-san          | Civic Opera House, Chicago                |
| 1956-02-16     | Gioachino Rossini         | Lazebník sevillský - Il barbiere di Siviglia                  | Rosina               | Teatro alla Scala, Milán                  |
| 1956-05-21     | Umberto Giordano          | Fedora                                                        | Fedora               | Teatro alla Scala, Milán                  |
| 1956-08-20     | Giacomo Puccini           | Bohéma - La bohème                                            | Mimi                 | Teatro alla Scala, Milán                  |
| 1957-04-14     | Gaetano Donizetti         | Anna Boleynová - Anna Bolena                                  | Anna Bolena          | Teatro alla Scala, Milán                  |
| 1957-06-01     | Christoph Willibald Gluck | Ifigenie na Tauridě - Iphigénie en Tauride                    | Iphigénie            | Teatro alla Scala, Milán                  |
| 1957-07-18     | Giacomo Puccini           | Manon Lescaut                                                 | Manon Lescaut        | Teatro alla Scala, Milán                  |
| 1958-05-19     | Vincenzo Bellini          | Pirát - Il pirata                                             | Imogene              | Teatro alla Scala, Milán                  |
| 1960-12-07     | Gaetano Donizetti         | Poliuto                                                       | Paolina              | Teatro alla Scala, Milán                  |
| 1964-07-05     | Georges Bizet             | Carmen                                                        | Carmen               | Salle Wagram, Paříž                       |